# Ulf Fildebrandt

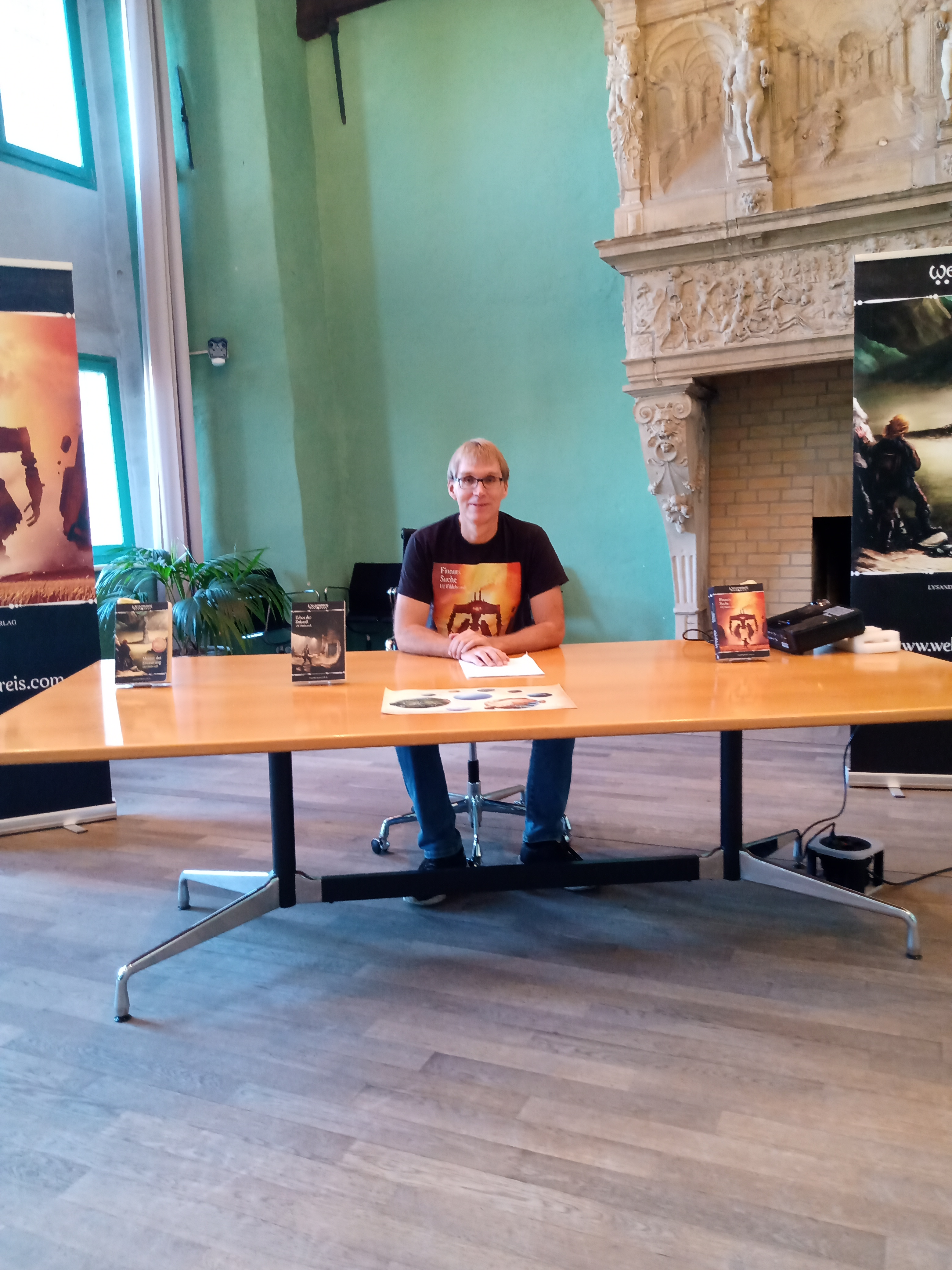
Ulf Fildebrandt (2023)

Ulf Fildebrandt (* 1972 in Stadthagen) ist ein deutscher Schriftsteller.

## Leben
Ulf Fildebrandt besuchte das Ratsgymnasium Stadthagen. Nach seinem Zivildienst studierte er Informatik an der Universität Hildesheim. Seine Diplomarbeit schrieb er über Petri-Netze. Seit 1998 arbeitet er als Software-Architekt bei SAP.

## Schreiben
Kurzgeschichten veröffentlicht er seit 2013, unter anderem in den Magazinen Exodus und Nova, in der c’t, für Stellaris in Perry Rhodan, beim Verein zur Förderung der Raumfahrt und Tor Online.
Sein erster Roman, Dunkelwärts, ein Science-Fiction-Roman, erschien 2014 im Scholz Verlag. Ab 2019 erschienen Fantasy-Romane, die auf mehreren Planeten spielen, angefangen mit Meister der Erinnerung. Zur Heftserie Maddrax steuerte er 2021 einen Roman bei, unter dem Pseudonym Ro Demaar, gemeinsam geschrieben mit Michael Schönenbröcher.

## Veröffentlichungen (Auswahl)
- Dunkelwärts. Scholz, Hamburg 2014, ISBN 978-3-95648-077-5.
- Arena der Illusionen. Polarise, Heidelberg 2022, ISBN 978-3-949345-00-5.
- Segel zu den Sternen. Hybrid, Homburg 2022, ISBN 978-3-96741-172-0.

### Weltenkreis
- Meister der Erinnerung. Lysandra Books, Leipzig 2019, ISBN 978-3-946376-56-9.
- Finnurs Suche. Lysandra Books, Leipzig 2020, ISBN 978-3-946376-60-6.
- Echos der Sterne. Lysandra Books, Leipzig 2023, ISBN 978-3-946376-80-4.

### Sachbücher
- Software modular bauen. Architektur von langlebigen Softwaresystemen – Grundlagen und Anwendung mit OSGi und Java. dpunkt-verlag, Heidelberg 2012, ISBN 978-3-86490-019-8.